# Benue (estado)
Benue é um estado do centro-leste da Nigéria. Sua capital é a cidade de Makurdi. As línguas faladas são predominantemente tive, idoma e igedê, mas também existem outros grupos étnicos como etulos e abakwas.
Hyacinth Alia é o Governador e Samuel Ode é o Vice-governador. Ambos são membros do Congresso de Todos os Progressistas (APC).

## Áreas de Governo Local
As 23 Áreas de Governo Local do estado Benue são:
| - Agatu - Apa - Ado Ekiti - Buruku - Gboko - Guma - Gwer-East - Gwer-West - Katsina-Ala - Konshisha - Kwande - Logo | - Makurdi - Obi - Ogbadibo - Ohimini - Oju - Okpokwu - Oturkpo - Tarka - Ukum - Ushongo - Vandeikya |